# Daniel Ricciardo
Daniel Joseph Ricciardo (Perth, 1 de julho de 1989) é um piloto de automóveis australiano que competiu na Fórmula 1 de 2011 a 2024, com passagens por equipes como Red Bull Racing, Renault e McLaren, onde conquistou suas poles positions, pódios e vitórias.

## Dados pessoais
Seu pai nasceu em Ficarra, Sicília e sua mãe nasceu na Austrália, filha de pais italianos da Calábria.
Ricciardo pronuncia seu sobrenome como “Ricardo” ao invés da pronuncia italiana “Rit-char-do”, afirmando que é como sua família pronuncia.
Ele também é conhecido como “The Honey Badger” (O Texugo-do-mel). Quando perguntado por que, ele disse: "É provavelmente o animal mais destemido no reino animal. Quando você olha para ele, ele parece bastante bonitinho e fofinho, mas assim que alguém cruza seu território de uma forma que ele não goste, ele se transforma em um selvagem e ele vai atrás de qualquer coisa — tigres, cobras — ele gira muito rapidamente, mas ele é um cara bom". Ele usa uma imagem de um texugo-do-mel na parte de trás do capacete.
Ricciardo torce para o West Coast Eagles na Liga de Futebol Australiana, e ele é titular do bilhete número um do clube.
Conhecido pelo sorriso largo e por ser um dos pilotos mais bem-humorados da Fórmula 1, Ricciardo acabou se envolvendo em uma discussão com o jornalista brasileiro Tiago Mendonça, repórter do programa Auto+, durante o GP do Brasil de Fórmula 1 em 2017. Ricciardo se irritou com uma pergunta feita sobre o companheiro de equipe Max Verstappen.

## Carreira

### Fórmula Ford e Fórmula BMW
Nascido em Perth, Austrália Ocidental, Ricciardo começou karting aos nove anos de idade, como membro do Tiger Kart Club (TKC) e entrou inúmeros eventos de karting. Em 2005, ele entrou para o campeonato Western Australian Formula Ford conduzindo um Van Diemen de 15 anos, terminando em oitavo ao final da temporada. Para o final da temporada Ricciardo pilotou um Van Diemen de 13 anos, conseguido através de Sandown Raceway em Melbourne para competir na Fórmula Ford Nacional, mas seu carro de velho era pouco competitivo e ele terminou 16º, 17º e retirou-se durante três corridas do fim de semana. No ano seguinte, no entanto, ele ganhou uma bolsa de estudos para o campeonato asiático de Fórmula BMW com a equipe Eurasia Motorsport. Durante sua temporada de estreia, Ricciardo obteve duas vitórias (ambas em Bira) e também conseguiu uma pole position em Zhuhai. Ele terminou em terceiro lugar no campeonato de pilotos com 231 pontos, 59 pontos atrás do campeão Earl Bamber.
Em agosto daquele ano, ele foi convidado pela Motaworld Racing para correr um de seus carros Fórmula BMW Britânica na oitava etapa do campeonato. Apesar de abandonar na primeira corrida, Ricciardo recuperou para terminar em oitavo na segunda corrida e levou três pontos no campeonato em sua única entrada no campeonato britânico. No final do ano, ele entrou na Final Mundial Fórmula BMW com a Fortec Motorsport, onde terminou na quinta posição, catorze segundos do vencedor Christian Vietoris.

### Fórmula Renault
2007 viu Ricciardo alternar entre a Fórmula Renault com a RP Motorsport, entrando nos campeonatos europeus e italianos da categoria, embora focada principalmente na última série que ele entrou em catorze corridas já no co campeonato europeu foram quatro entradas. Ele terminou em sétimo na série italiana, com 196 pontos e marcando um único pódio em Valência, mas não conseguiu marcar um ponto em sua participação no campeonato europeu.
Ricciardo ficou na Fórmula Renault para um segundo ano em 2008, entrando no campeonato da Europa Ocidental. Até o final do ano, o jovem piloto levou seu primeiro título europeu na Taça da Europa Ocidental e terminou em segundo lugar na Eurocup, atrás do finladês Valtteri Bottas.

### Fórmula 3
Em meados de 2008, Daniel fez sua estreia na Fórmula 3 em Nürburgring, pela equipe SG Formula's Formula 3 Euro Series.  Apesar da pequena experiência no carro, Ricciardo qualificado em oitavo para a primeira corrida que mais tarde convertido em sexto lugar na corrida.
Ricciardo passou a disputar o Campeonato Britânico do Fórmula 3 para a temporada de 2009 pilotando pela Carlin Motorsport. Ele também fez a sua estreia no World Series by Renault 3.5, correndo ao lado de Charles Pic na Tech 1 Racing para as rodadas no Autódromo Internacional do Algarve, em Portugal. Abandonou a primeira corrida, antes de terminar o décimo quinto na segunda. Quando ele retornou para a Fórmula 3, ele aumentou sua liderança do campeonato para 45 pontos. Uma vitória e um terceiro nos carros britânicos deu-lhe uma vantagem de 64 pontos sobre o rival Renger van der Zande com apenas 42 disponíveis. Isto significava que Ricciardo tornou-se o primeiro piloto australiano desde David Brabham em 1989 para ganhar o título britânico de Fórmula 3. Assim como Brabham, Ricciardo ganhou o título em um carro movido por um motor Volkswagen. Ricciardo terminou a temporada em alta, tendo ambas as pole positions para a rodada final da série, em Brands Hatch. Ele ganhou a primeira corrida com uma vantagem de 15 segundos, e terminou em quarto lugar na corrida final da temporada. Sua margem de vitória no campeonato foi 87 pontos como Walter Grubmuller passou à frente de seu companheiro de equipe van der Zande, que estava ausente do fim de semana devido a uma corrida Euroseries conflitantes em Barcelona.
Ricciardo manteve sua parceria com a Carlin para o Grande Prêmio de Macau. Ricciardo classificou-se como o segundo mais rápido atrás Marcus Ericsson na primeira qualificação, antes de terminar em quinto lugar na segunda fase de qualificação, definindo o grid para fase final da qualificação. Após um sexto lugar na classificação, Daniel foi forçado a abandonar a corrida após chocar-se com um muro. Ele continuou até o morro antes de bater na parede no Solitude Essex, e causou um incidente que bloqueou o circuito, que também pegou sete de seus rivais.

### Formula Renault 3.5

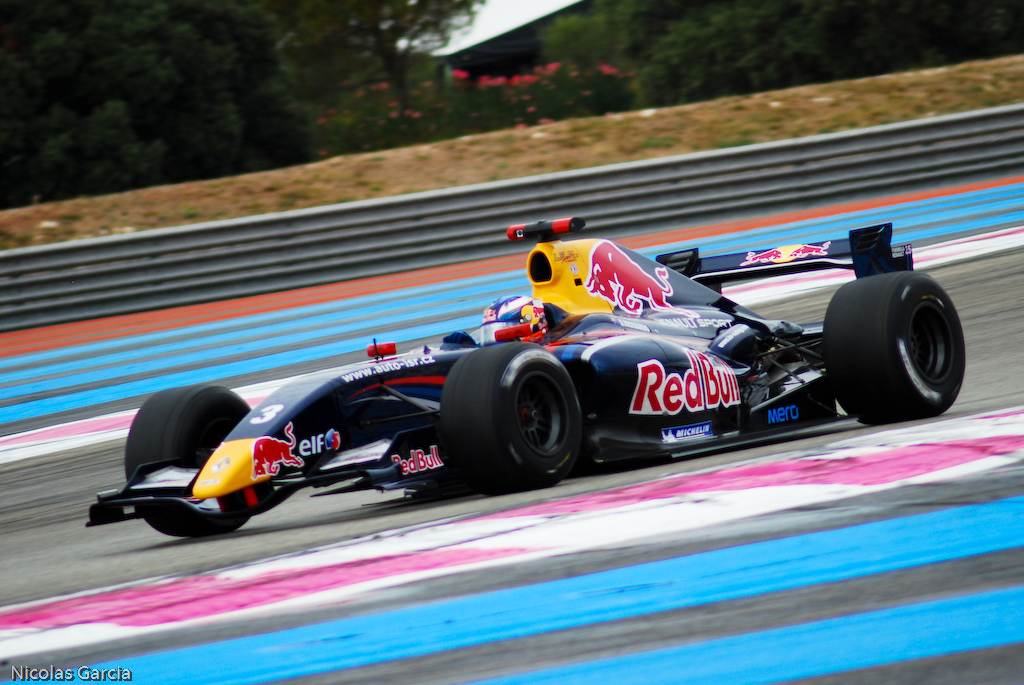
Ricciardo durante a etapa de Paul Ricard da Formula Renault 3.5 de 2011.

No dia 30 de outubro de 2009 Daniel assinou com a equipe Tech 1 na temporada de 2010 da Fórmula Renault 3.5. Ele competiu com a equipe no Autódromo Internacional do Algarve, em Portugal, em 2009, e foi o companheiro de equipe de Brendon Hartley.
Na sequência de um pequeno incidente durante um exercício de bicicleta de montanha, Ricciardo foi forçado a perder o segundo teste da temporada de 2010, mas conquistou a pole para as duas corridas da rodada de Alcañiz, Espanha de abertura da temporada. Ele terminou em terceiro e segundo nas corridas, respectivamente, tornando-se líder do campeonato.
Duas semanas mais tarde, no circuito de Spa-Francorchamps, Ricciardo foi relegado para último no grid depois de ser punido por ter prejudicado as voltas de outros pilotos. Nas duas corridas seguintes ele terminou em 13º e 5º respectivamente — chegando em 2º lugar na último até muitos dos principais candidatos receberem sanções por infracção às regras de Parque Fechado antes da corrida.
Uma semana mais tarde, em Monte Carlo, Ricciardo garantiu sua terceira pole position da temporada, terminando três décimos de segundo à frente do rival no campeonato Stefano Coletti. Ele garantiu a sua primeira vitória na corrida seguinte, um lugar à frente de Coletti. Daniel obteve mais duas vitórias em Hungaroring e Hockenheim
Ricciardo conseguiu 6 poles em 12 corridas, o chefe de equipe da Tech 1, Simon Abadie, elogiou muito os esforços de seu piloto, dizendo "Estou feliz, e feliz por Daniel porque seis poles em 12 corridas isso é muito bom", e mais tarde declarou ambições da sua equipe para sucesso, dizendo Autosport correspondente Peter Mills, "Eu realmente espero que Daniel ganhe o campeonato".
Na primeira corrida no circuito de Silverstone, Daniel se envolveu em um acidente com o pole position Jon Lancaster. A batida foi o fim de sua corrida, com seu companheiro de equipe conseguindo uma eventual vitória. Assegurou a pole para a segunda corrida do fim de semana, passou grande parte da corrida na liderança com vantagem de três segundos. No entanto, problemas de freios na segunda metade da corrida significava que, na última volta, seu rival Esteban Guerrieri seria capaz de passar o piloto da Tech 1.
Daniel chegou a etapa final da temporada apenas três pontos atrás do líder do campeonato, Mikhail Aleshin e 13 à frente do terceiro lugar Esteban Guerrieri. Ele fez a oitava pole da temporada, além disso, marcou a volta mais rápida e a vitória. Depois de garantir o segundo lugar no grid para a segunda corrida do fim de semana, Ricciardo conseguiu manter a posição até o pit stop, onde fez duas ultrapassagens em dois de seus rivais, incluindo o companheiro de equipe Vergne. Com apenas duas voltas restando na corrida e lutando por ritmo, Ricciardo foi ultrapassado pelo rival no campeonato Aleshin. Terminando nessa ordem, Ricciardo não conseguiu garantir o título em seu ano de estreia, perdendo para Mikhail Aleshin por apenas dois pontos.
Em 2011 correu pela ISR Racing antes de tornar-se titular na HRT.

### Fórmula 1

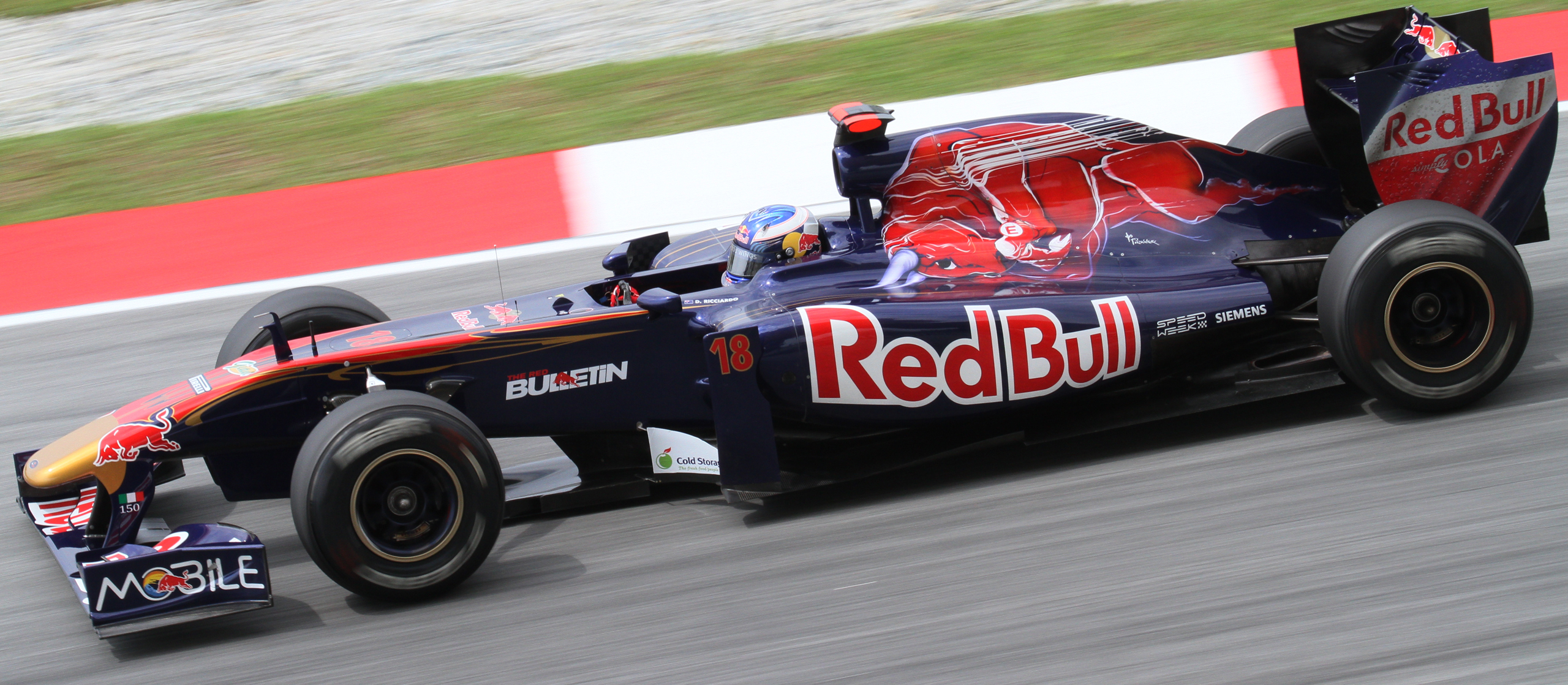
Daniel como piloto de testes da Scuderia Toro Rosso no Grande Prêmio da Malásia de 2011.

Ricciardo estreou atrás do volante de um Fórmula 1 quando fez um teste pela Red Bull Racing durante o teste de jovens pilotos no Circuito de Jerez por três dias de 1 a 3 de dezembro de 2009. Ao fim do último dia de testes ele havia marcado o melhor tempo por um segundo de diferença. Christian Horner, chefe da Red Bull Racing sugeriu que Daniel se juntasse a Hartley, que foi seu parceiro na temporada de 2010 da World Series, como piloto de testes e piloto reserva da equipe. Assim que isso foi oficializado Ricciardo e Hartley passaram a dividir o cargo de piloto de testes e reserva, ambos para a Red Bull e a equipe irmã Scuderia Toro Rosso até que Hartley foi transferido para o time Red Bull Junior.
A 11 de novembro de 2010, Ricciardo foi confirmado como o único piloto a representar a Red Bull no teste de jovens pilotos ao final da temporada no Circuito de Yas Marina nos dias 16 e 17 de novembro. O piloto voltou a mostrar seu talento para voltas rápidas cominando o evento, sua volta mais veloz foi 1.3 segundos mais rápida que a do campeão mundial de Fórmula 1 em 2010, Sebastian Vettel, no classificatório no sábado anterior. Alguns dias após essa sessão, Ricciardo foi confirmado como piloto de testes e piloto reserva da Toro Rosso para a temporada de 2011, e pilotaria o carro no primeiro treino livre em todos os Grandes Prêmios. Ricciardo também faria uma aparição em testes de pré-temporada para a temporada de Fórmula Um de 2011, dirigindo para a Scuderia Toro Rosso.
No Grande Prêmio da Austrália de 2011 Daniel classificou-se em 16º na tabela de tempos depois de abrir o teste, apenas um décimo mais lento do que o seu experiente companheiro de equipe Toro Rosso Sebastien Buemi.

#### 2011: Estreia na HRT

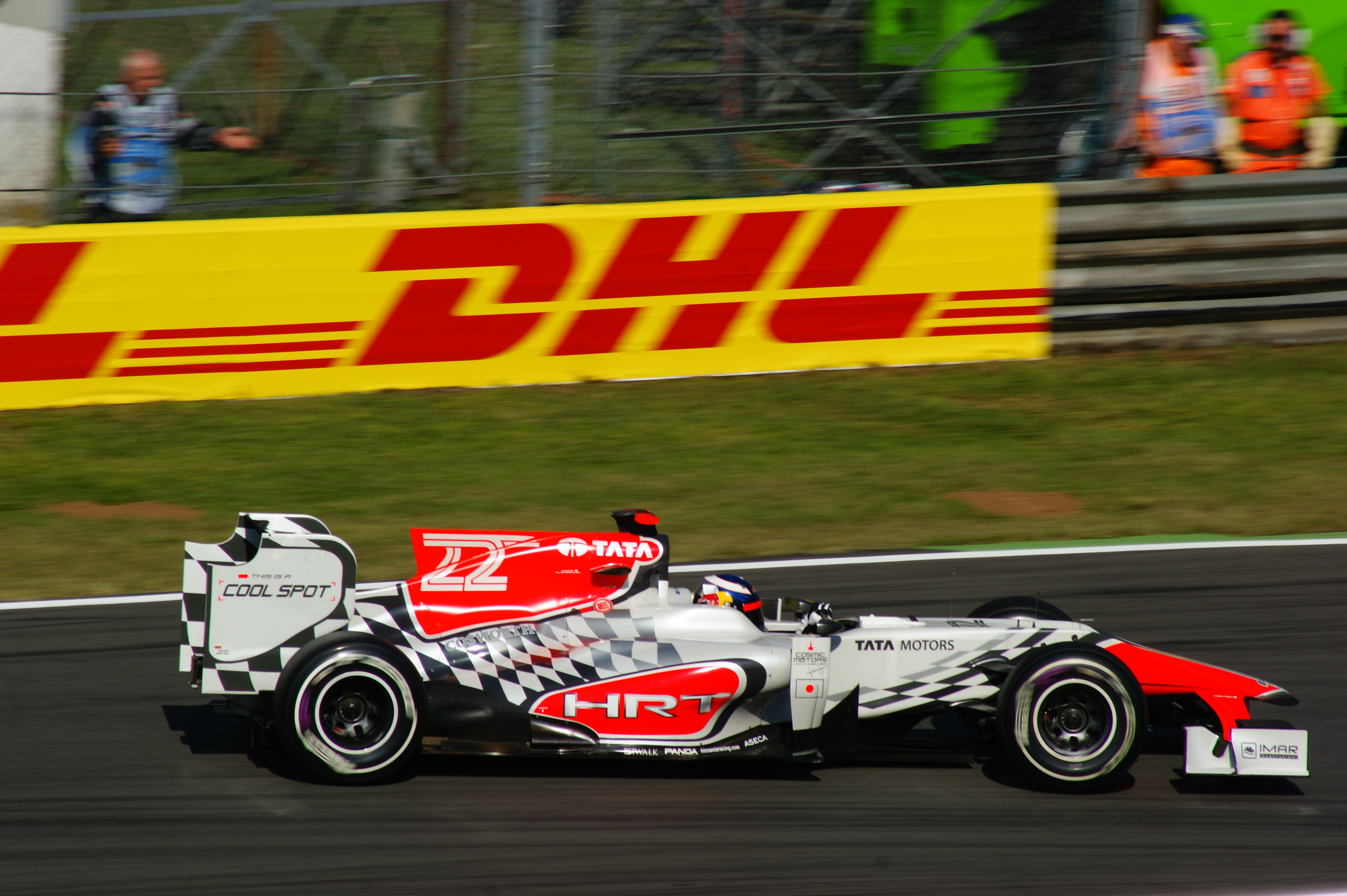
Ricciardo pilotando para a Hispania Racing Team.

Em 30 de Junho de 2011, Ricciardo foi contratado pela equipe Hispania Racing Team, substituindo Narain Karthikeyan para todas as corridas restantes da temporada de 2011, exceto o GP da Índia, para permitir que Karthikeyan pudesse correr em casa. O australiano estreou no Grande Prêmio da Grã-Bretanha de 2011 em Silverstone.
Apesar disso, alguns dias antes da primeira corrida na Índia, a corrida em que Karthikeyan voltaria ao seu lugar de origem, a HRT anunciou que Vitantonio Liuzzi abriria caminho para o piloto indiano, permitindo assim que Ricciardo corresse na Índia, tendo em vista que a Red Bull pagou a equipe espanhola para tal.
No Grande Prêmio de Abu Dhabi, Ricciardo abandonou com problemas mecânicos após largar em 10º lugar no grid de largada e na corrida final o Grande Prêmio do Brasil, Daniel terminou em 20º após largar em 22º. Das 19 etapas Daniel disputou 11, não pontuou em nenhum, teve dois abandonos e terminou o ano em 27º no campeonato.

#### 2012-13: Progressos na Toro Rosso

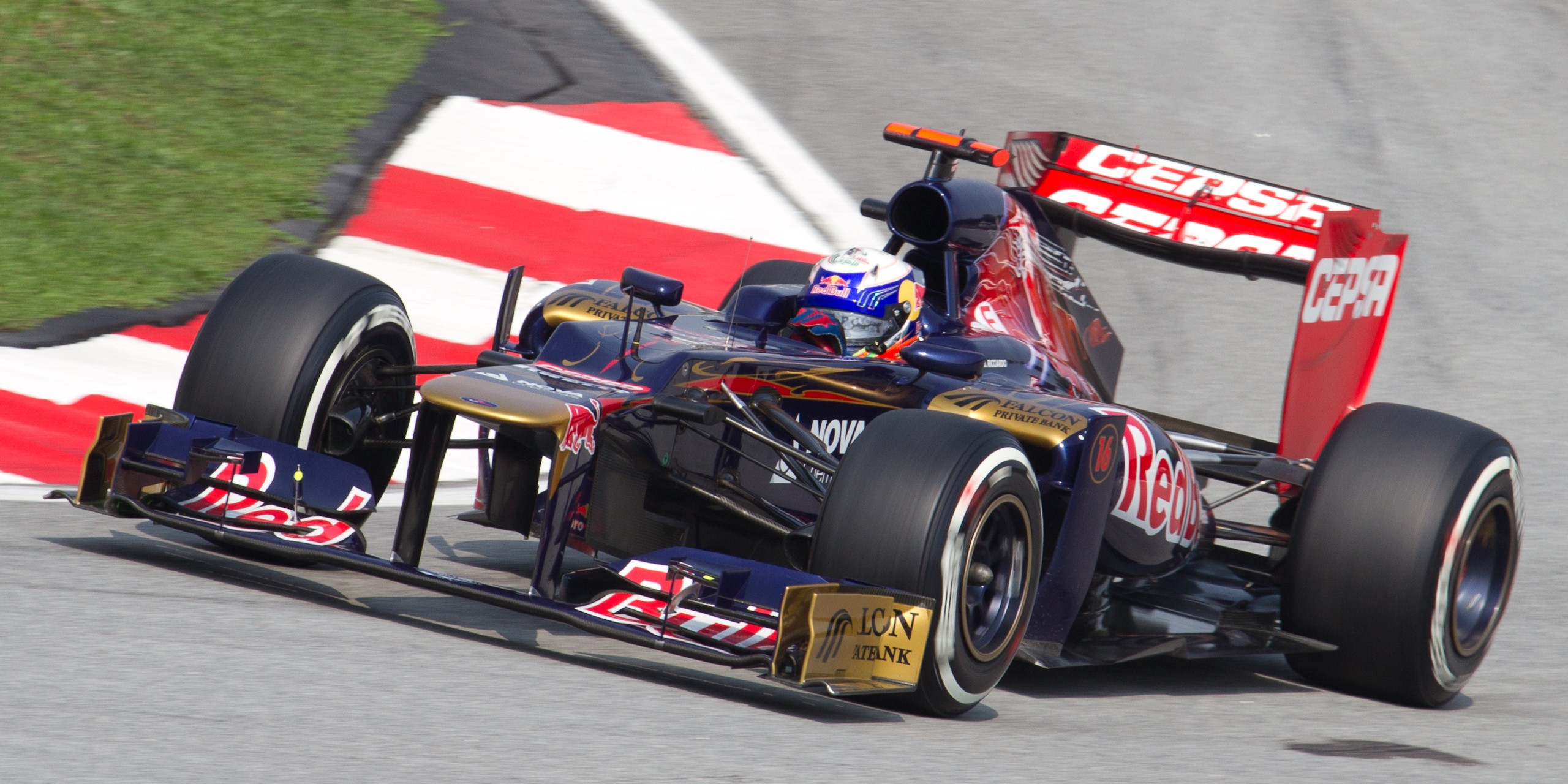
Ricciardo no Grande Prêmio da Malásia de 2012.

Em 14 de dezembro de 2011, foi confirmado que Ricciardo pilotaria para a Scuderia Toro Rosso para a temporada de 2012, tendo como companheiro de equipe o francês Jean-Éric Vergne.
No GP da Austrália , dia 18 de março, Daniel conseguiu ultrapassar seu companheiro de equipe Vergne no final da última volta para voltar para casa com um nono lugar, marcando seus dois primeiros pontos no campeonato. Em condições de chuva na Malásia, ele terminou em 12º, depois de ter sido primeiro a mudar para pneus slick. No Barém ele se classificou em sexto lugar, mas caiu para trás durante a corrida e terminou em 15º. No GP de Mônaco ele teve seu único abandono na temporada.
Em 31 de outubro de 2012, Toro Rosso anunciou a renovação do contrato de Ricciardo para a temporada 2013.

#### 2014-18: Parceria com a Red Bull
Ricciardo substituiu Mark Webber na Infiniti Red Bull Racing no início da temporada de Fórmula 1 de 2014, em parceria com o tetra campeão mundial Sebastian Vettel. Na primeira corrida da temporada, o GP da Austrália, Ricciardo qualificou-se em segundo lugar, atrás de Lewis Hamilton e completou a prova em segundo lugar, apesar da pressão do estreante Kevin Magnussen nas últimas voltas. Ricciardo foi posteriormente desclassificado após uma inspeção técnica constatar irregularidades no fluxo de combustível de sua Red Bull. Caso não tivesse sido desclassificado, teria sido a primeira vez que um australiano subiu ao pódio no Grande Prêmio da Austrália desde que a prova passou a fazer parte do campeonato. A Infiniti Red Bull Racing entrou com um recurso que foi negado, a decisão da FIA foi respeitada.
Ricciardo não conseguiu completar o Grande Prêmio da Malásia, mas marcou seus primeiros pontos no campeonato na corrida seguinte, o Grande Prêmio do Barém, onde terminou em 4º após largar em 13º.
Após vencer o Grande Prêmio do Canadá, Daniel tornou-se o quarto australiano a vencer uma corrida de Fórmula 1, juntando-se a Jack Brabham, Alan Jones e Mark Webber. Essa vitória quebrou o domínio da Mercedes que desde o início da temporada havia vencido todas as corridas. Ricciardo impressionou muita gente batendo Vettel durante toda a primeira metade da temporada de 2014, e depois de uma batalha limpa e apertada entre Ricciardo e Fernando Alonso no Grande Prêmio da Alemanha, Alonso descreveu Ricciardo como "inacreditável" e "muito, muito inteligente, muito respeitoso".
Ricciardo venceu o Grande Prêmio da Hungria, em 27 de julho, à frente de Alonso e Hamilton. Ele ficou em terceiro lugar atrás de Alonso e Hamilton, com menos de quatro voltas para o final ela alcançou a Mercedes de Hamilton e passou pelo lado de fora da curva 2 de Hungaroring. Ele, então, facilmente alcançou e passou a Ferrari de Alonso que estava muito pouca aderência em seus pneus esquerdos. Nas duas últimas voltas, Ricciardo abriu vantagem para ganhar a corrida por 5.2 segundos de diferença. Seu companheiro de equipe Vettel sobreviveu a uma rodada na reta principal no final da corrida e terminou em sétimo. Daniel tornou-se o segundo australiano a vencer um Grande Prêmio da Hungria, antes dele apenas Mark Webber — também pela Red Bull — em 2010. Ricciardo venceu também a corrida seguinte, o Grande Prêmio da Bélgica, que foi a terceira vitória de sua carreira.
A 4 de outubro de 2014, foi anunciado que Ricciardo seria parceiro de Daniil Kvyat na temporada de 2015, logo em seguida ao anúncio de que Vettel deixaria a Red Bull. Em sua primeira temporada pela Red Bull Racing, Daniel confirmou seu terceiro lugar no campeonato no Grande Prêmio do Brasil, mesmo tendo abandonado a corrida. Na última corrida do ano, o Grande Prêmio de Abu Dhabi, apesar de ter largado do pit lane ele terminou em quarto e assegurou a sua primeira volta mais rápida de sua carreira na Fórmula 1. Por sua performance em 2014, Ricciardo foi premiado com o Prêmio Laureus do Esporte Mundial de revelação do ano.
Daniel iniciou 2015 com um sexto lugar na Austrália, após largar em sétimo. Na corrida seguinte terminou em 10º lugar. Para a corrida na China, classificou-se para largar em sétimo com o tempo de  1min37s540. Após uma largada ruim ele caiu para a 17ª posição, recuperou-se e terminou em décimo, entretanto Jenson Button foi punido e Daniel subiu para a nona colocação. No Grande Prêmio do Barém largou em sétimo e completou a prova em sexto, mais de 20 segundos a frente do sétimo colocado, o francês Romain Grosjean.
Seu primeiro abandono da temporada veio no Grande Prêmio da Grã-Bretanha. Por conta de uma falha elétrica ele abandonou na volta 21 de uma corrida com 52. Na corrida seguinte, o Grande Prêmio da Hungria, Ricciardo conseguiu seu primeiro pódio da temporada, mesmo tendo se envolvido em um incidente com Nico Rosberg nas voltas finais da corrida. Daniel saiu com a asa dianteira danificada, Rosberg com um pneu furado. Apesar disso Ricciardo terminou em terceiro, atrás de Vettel e de seu companheiro de equipe Kvyat. A próxima corrida seria o Grande Prêmio da Bélgica, onde Daniel sofreu novamente com problemas em seu carro e teve de abandonar. Duas corridas depois, no Grande Prêmio de Singapura, Ricciardo conseguiu seu segundo e último pódio daquela temporada, chegando na segunda posição.
No Grande Prêmio da Rússia realizado no Circuito de Sóchi Ricciardo teve seu terceiro e último abandono da temporada causado por problemas na suspensão. Apesar de deixar a prova ele classificou-se pois completou mais de 90% do total de voltas. No Grande Prêmio do México largou em 5º e terminou na mesma posição. Após 19 corridas, três abandonos, dois pódios e uma temporada cheia de frustações, Ricciardo terminou o ano em oitavo lugar no campeonato com apenas 92 pontos.
Ricciardo iniciou 2016 com um quarto lugar no Grande Prêmio da Austrália marcando também a volta mais rápida da corrida. Na corrida seguinte, mais um quarto lugar. Daniel conseguiu terminar a corrida mesmo após ter colidido com o carro de Valtteri Bottas o que fez necessário trocar a asa dianteira nos boxes. Na China, Ricciardo largou em segundo e, logo na largada, ultrapassou o pole position Nico Rosberg, entretanto recebeu o troco na terceira volta. Completou a prova em quarto lugar novamente.
O Grande Prêmio de Mônaco tinha tudo para ser a primeira vitória de Daniel na temporada, porém durante a prova quando o piloto veio para seu pit stop na 32ª volta a equipe não estava pronta para recebê-lo e ele perdeu muito tempo dentro dos boxes. Ricciardo retornou à pista na segunda colocação atrás do inglês Lewis Hamilton e perdeu a vitória completando a prova em segundo. No pódio, Daniel não conseguiu esconder a frustração e declarou em entrevista: “Não fui eu que decidi ir aos boxes. Eles me chamaram, então tinham que estar prontos. Isso machuca”. A equipe Red Bull Racing pediu desculpas pelo ocorrido. Ricciardo já tinha acusado a equipe de tê-lo prejudicado na corrida anterior, o Grande Prêmio da Espanha, onde ele terminou em quarto lugar, mas afirmou que poderia ter vencido caso a estratégia fosse diferente.
No Grande Prêmio da Hungria Ricciardo voltaria a subir no pódio, dessa vez na terceira posição. De acordo com Christian Horner, chefe da Red Bull, esse resultado “foi importante para recuperar a confiança de Daniel”. Esse foi seu terceito pódio consecutivo em Hungaroring. Logo na corrida seguinte, outro pódio. Ricciardo largou em terceiro e passou Rosberg na largada, entretanto perdeu posição para seu companheiro de equipe Max Verstappen logo em seguida. Ele se recuperou na segunda metade da prova imprimindo um ritmo forte, ultrapassou seu companheiro e cravou a volta mais rápida da corrida. Daniel foi eleito Piloto do Dia por voto popular. No Grande Prêmio da Bélgica Ricciardo obteve seu terceiro pódio consecutivo chegando em segundo lugar após uma corrida com muitos toques, carro de segurança e bandeira vermelha. O australiano largou em quinto no grid, mas graças a uma colisão entre seu companheiro de equipe e as duas Ferraris na curva La Source, Ricciardo rapidamente subiu na classificação. Por algumas voltas chegou a ameaçar o líder Rosberg, porém o alemão abriu vantagem e venceu a prova.
Ricciardo voltou a vencer no Grande Prêmio da Malásia, quando o Hamilton que estava liderando por uma vantagem suficiente para parar nos boxes e se manter em primeiro, à frente da dupla da RBR. Mas o inglês foi surpreendido quando seu motor, começou a pegar fogo.
Em 2017, Ricciardo anotou nove pódios, no entanto, ele venceu apenas uma vez, na caótica corrida do Azerbaijão. O australiano havia largado do décimo lugar, mas conseguiu se manter na pista enquanto os outros pilotos se enroscavam e abandonavam a corrida. Ele também conseguiu um segundo lugar no GP de Singapura e terminou o campeonato em quinto, com duzentos pontos.
A temporada de 2018 foi a última do australiano na Red Bull. Nesta temporada, Ricciardo venceu duas corridas: China e Mônaco, o seu primeiro e até agora único triunfo no lendário circuito, mas teve muitos abandonos e passou longe de disputar o título. Rumores de que seu companheiro, o neerlandês Max Verstappen, tinha a preferência do staff da equipe austríaca começaram a surgir, e apesar de terem sido negados, pesaram na decisão de Daniel em deixar a RBR. Outro fator determinante foi a mudança que a equipe promoveu em sua unidade de potência, trocando os motores da Renault pela Honda, que até então, era duramente criticada pelo fiasco que foi a sua parceria com a McLaren. Ricciardo tentou incluir em seu novo contrato a opção de deixar a equipe no  fim da temporada se os resultados não correspondessem, mas não foi atendido e assim, o australiano migrou para a Renault, equipe de sua antiga fornecedora. A Red Bull o substituiu pelo francês Pierre Gasly.

#### 2019-20: Aposta na Renault
Em 3 de agosto de 2018 a equipe Renault anunciou a contratação de Ricciardo por duas temporadas, a partir de 2019, tendo como companheiro de equipe Nico Hülkenberg. Daniel afirmou que "Foi, provavelmente, uma das decisões mais difíceis da minha carreira até agora. Mas eu achei que era hora de tentar algo diferente, um novo desafio" e também que "(...) sei que sempre que a Renault esteve no esporte, de algum jeito, ela ganhou. Espero conseguir ajudá-los nessa jornada e contribuir também dentro e fora das pistas". Ele foi importante no desenvolvimento da equipe em 2019, e no ano seguinte, com seu 3º lugar no GP de Eiffel, deu aos franceses o primeiro pódio desde seu retorno à categoria como equipe de fábrica, em 2016. Entretanto, Ricciardo sentiu que sua carreira não estava rendendo como ele esperava, assim, ele deixou a Renault no final de 2020 e para o seu lugar, a equipe francesa convocou Fernando Alonso, que retornou à categoria depois de um hiato de dois anos.

#### 2021-22: Novo projeto na McLaren, última vitória
Em 14 de maio de 2020, a McLaren anunciou que Ricciardo iria competir pela equipe a partir da temporada de 2021, ao lado de Lando Norris. Ricciardo assinou um contrato de três anos com a equipe britânica, de olho no salto de desenvolvimento que eles tiveram na temporada passada e na mudança na fabricação das unidades de potência para a Mercedes, que tinha os melhores motores na época. Muitos especialistas teorizavam que Ricciardo e Norris seriam a dupla mais forte do grid, mas isso não se concretizou na prática. O começo foi um pouco difícil para Daniel, que relatou problemas na adaptação à nova equipe, e o motor Mercedes daquele ano deixou a desejar. Mas no dia 12 de setembro de 2021, Ricciardo voltou a vencer na Fórmula 1 no Grande Prêmio da Itália e acabou com o jejum de vitórias e dobradinhas da McLaren, pois o seu companheiro Lando Norris ficou em segundo lugar. A equipe britânica estava sem vencer na Fórmula 1 desde o Grande Prêmio do Brasil de 2012 e a dobradinha era algo que não acontecia desde o Grande Prêmio do Canadá de 2010. Mesmo com a vitória, Ricciardo terminou o campeonato em oitavo, duas posições abaixo de Norris, pois este teve quatro pódios naquele ano. Ainda assim, a vitória em Monza renovou as esperanças da equipe alaranjada, que acreditava numa evolução para a temporada seguinte. Contudo, pouco antes do início dos trabalhos para a temporada de 2022, Ricciardo contraiu coronavírus e teve que se ausentar da sessão de testes de três dias no Barém. Ele se recuperou da doença, mas seu desempenho nas pistas não mostrou melhora. Seu melhor resultado foi o quinto lugar no GP de Singapura, e deixou de pontuar em 15 de 22 corridas, sendo constantemente superado por seu companheiro Norris, que conseguiu um pódio no circuito de Ímola e marcou a maior parte dos pontos da equipe no campeonato: de 159, Lando obteve 122, terminando a temporada em sétimo lugar, contra 37 de Ricciardo, que teve que se contentar com a décima primeira posição na tabela.
Em 24 de agosto de 2022, a McLaren anunciou que Ricciardo irá deixar a equipe no final da temporada de 2022, após seu contrato ser rescindido. O jovem compatriota Oscar Piastri foi o escolhido para ser seu substituto.

#### 2023: Retorno à Red Bull como reserva
Após sua demissão da McLaren, Ricciardo foi especulado em equipes como a Haas, a Alpine, atual nome da Renault, sua antiga casa, como piloto reserva da Mercedes e até mesmo uma mudança para a Fórmula Indy. Contudo, o australiano negou todos esses rumores, e em novembro de 2022, a sua antiga equipe Red Bull o anunciou como seu mais novo piloto reserva para a temporada de 2023.

#### 2023: AlphaTauri
Após uma série de resultados abaixo do esperado alcançados pelo novato Nyck de Vries, sua vaga foi desocupada após o Grande Prêmio da Grã-Bretanha de 2023. No mesmo dia em que Ricciardo pilotou o Red Bull RB19 nos testes da Pirelli, foi anunciado que ele preencheria a vaga, retornando à equipe AlphaTauri e à Fórmula 1 a partir do Grande Prêmio da Hungria de 2023. Assim, ele passou a correr ao lado de Yuki Tsunoda.
No entanto, após um acidente com o seu compatriota da McLaren Oscar Piastri durante os treinos do GP da Holanda, Ricciardo fraturou sua mão esquerda e foi substituído em cinco etapas pelo neozelandês Liam Lawson. Ricciardo retornou no Grande Prêmio dos Estados Unidos, mas seus únicos pontos da temporada foram conquistados com seu sétimo lugar na etapa do México, deixando o australiano na décima sétima colocação no campeonato de pilotos.

#### 2024: RB
Ricciardo permaneceu com a equipe, que foi renomeada para Visa Cash App RB, para a disputa da temporada de 2024. Nesse ano, ele continuou tendo Tsunoda como companheiro de equipe, que o superou tanto nas classificações, onde o piloto japonês ficou à frente de Ricciardo em 12 das 18 etapas, e na pontuação, com Ricciardo obtendo 12 pontos, dez a menos do que Tsunoda conseguiu até a etapa de Singapura. Seus melhores resultados foram o quarto lugar na corrida sprint de Miami e o oitavo lugar no GP do Canadá, quando ele conseguiu superar problemas de embreagem na largada e as mudanças climáticas para somar quatro pontos, os únicos da equipe, já que Tsunoda terminou essa corrida em décimo quarto, sem obter nenhum ponto.
Rumores sobre a dispensa de Ricciardo começaram a circular ao longo da temporada, se fortalecendo durante o final de semana do Grande Prêmio de Singapura de 2024. O próprio comportamento do piloto chamou a atenção do público e de jornalistas especializados, que apontaram que Ricciardo estava bastante emocionado e que suas falas pareciam ser em tom de despedida. O próprio piloto declarou abertamente que aquela poderia ser a sua última corrida na Fórmula 1.
Nessa prova, o australiano terminou na décima sexta posição, o último dentre os que receberam a bandeirada, depois de fazer um pit stop nos giros finais da corrida para garantir a volta mais rápida e impedir que Lando Norris, seu ex-companheiro da McLaren, ficasse com esse ponto extra. Ricciardo afirmou que uma de suas razões para fazer essa volta rápida foi o seu desejo de ajudar seu antigo companheiro da Red Bull e amigo pessoal, Max Verstappen, na disputa do título contra Norris. E revelou que o automobilista neerlandês lhe prestou apoio durante a prova no Japão, na qual Ricciardo recebeu muitas críticas por conta de seu mau desempenho.
No dia 26 de setembro de 2024, a Visa Cash App RB confirmou ao público a saída de Ricciardo e a entrada de Liam Lawson em seu lugar.

## Resultados na carreira

### Sumário
| Temporada | Categoria                                    | Equipe                       | Corridas         | Vitórias         | Poles            | V/Rápidas        | Pódios           | Pontos           | Classificação    |
| --------- | -------------------------------------------- | ---------------------------- | ---------------- | ---------------- | ---------------- | ---------------- | ---------------- | ---------------- | ---------------- |
| 2005      | Western Australian Fórmula Ford Championship | Privateer                    | 3                | 0                | 0                | ?                | 0                | 74               | 8º               |
| 2006      | Fórmula BMW Asia                             | Eurasia Motorsport           | 19               | 2                | 3                | 3                | 12               | 231              | 3º               |
| 2006      | Fórmula BMW UK                               | Motaworld Racing             | 2                | 0                | 0                | 0                | 0                | 3                | 20º              |
| 2006      | Fórmula BMW World Final                      | Fortec Motorsport            | 1                | 0                | 0                | 0                | 0                | N/A              | 5º               |
| 2007      | Fórmula Renault 2.0 Itália                   | RP Motorsport                | 14               | 0                | 0                | 0                | 0                | 196              | 6º               |
| 2007      | Fórmula Renault 2.0 Eurocup                  | RP Motorsport                | 4                | 0                | 0                | 0                | 0                | 0                | NC               |
| 2008      | Formula Renault 2.0 WEC                      | SG Formula                   | 15               | 8                | 9                | 7                | 11               | 192              | 1º               |
| 2008      | Fórmula Renault 2.0 Eurocup                  | SG Formula                   | 18               | 6                | 5                | 5                | 7                | 136              | 2º               |
| 2008      | Fórmula 3 Euroseries                         | SG Formula                   | 2                | 0                | 0                | 0                | 0                | N/A              | NC†              |
| 2008      | Masters of Formula 3                         | SG Formula                   | 1                | 0                | 0                | 0                | 0                | N/A              | NC               |
| 2009      | Campeonato Britânico de Fórmula 3            | Carlin Motorsport            | 20               | 7                | 6                | 5                | 13               | 275              | 1º               |
| 2009      | Masters of Formula 3                         | Carlin Motorsport            | 1                | 0                | 0                | 0                | 0                | N/A              | NC               |
| 2009      | Fórmula Renault 3.5 Series                   | Tech 1 Racing                | 2                | 0                | 0                | 0                | 0                | 0                | 34º              |
| 2009      | Grande Prémio de Macau                       | Carlin Motorsport            | 1                | 0                | 0                | 0                | 0                | N/A              | NC               |
| 2010      | Fórmula Renault 3.5 Series                   | Tech 1 Racing                | 16               | 4                | 8                | 5                | 8                | 136              | 2º               |
| 2010      | Fórmula 1                                    | Scuderia Toro Rosso          | Piloto de testes | Piloto de testes | Piloto de testes | Piloto de testes | Piloto de testes | Piloto de testes | Piloto de testes |
| 2011      | Fórmula Renault 3.5 Series                   | ISR Racing                   | 12               | 1                | 2                | 3                | 6                | 144              | 5º               |
| 2011      | Fórmula 1                                    | Scuderia Toro Rosso          | Piloto de testes | Piloto de testes | Piloto de testes | Piloto de testes | Piloto de testes | Piloto de testes | Piloto de testes |
| 2011      | Fórmula 1                                    | HRT                          | 11               | 0                | 0                | 0                | 0                | 0                | 27º              |
| 2012      | Fórmula 1                                    | Scuderia Toro Rosso          | 20               | 0                | 0                | 0                | 0                | 10               | 18º              |
| 2013      | Fórmula 1                                    | Scuderia Toro Rosso          | 19               | 0                | 0                | 0                | 0                | 20               | 14º              |
| 2014      | Fórmula 1                                    | Infiniti Red Bull Racing     | 19               | 3                | 0                | 1                | 8                | 238              | 3º               |
| 2015      | Fórmula 1                                    | Infiniti Red Bull Racing     | 19               | 0                | 0                | 3                | 2                | 92               | 8º               |
| 2016      | Fórmula 1                                    | Red Bull Racing              | 21               | 1                | 1                | 4                | 8                | 256              | 3º               |
| 2017      | Fórmula 1                                    | Red Bull Racing              | 20               | 1                | 0                | 1                | 9                | 200              | 5º               |
| 2018      | Fórmula 1                                    | Aston Martin Red Bull Racing | 21               | 2                | 2                | 4                | 2                | 170              | 6º               |
| 2019      | Fórmula 1                                    | Renault F1 Team              | 21               | 0                | 0                | 0                | 0                | 54               | 9º               |
| 2020      | Fórmula 1                                    | Renault DP World F1 Team     | 17               | 0                | 0                | 1                | 2                | 119              | 5º               |
| 2021      | Fórmula 1                                    | McLaren F1 Team              | 22               | 1                | 0                | 1                | 1                | 115              | 8º               |
| 2022      | Fórmula 1                                    | McLaren F1 Team              | 22               | 0                | 0                | 0                | 0                | 37               | 11º              |
| 2023      | Fórmula 1                                    | Scuderia AlphaTauri          | 8                | 0                | 0                | 0                | 0                | 6                | 17º              |
| 2024      | Fórmula 1                                    | Racing Bulls                 | 18               | 0                | 0                | 1                | 0                | 12*              | 13º*             |

* Temporada ainda em andamento

### Resultados na Fórmula 1
Legenda: (Corridas em negrito indicam pole position); (Corridas em itálico indicam volta mais rápida)
| Ano  | Equipe                       | Chassi          | Motor                           | 1       | 2       | 3      | 4       | 5       | 6       | 7      | 8      | 9       | 10     | 11      | 12      | 13      | 14      | 15      | 16      | 17      | 18      | 19      | 20      | 21      | 22     | 23 | 24 | Class. | Pontos |
| ---- | ---------------------------- | --------------- | ------------------------------- | ------- | ------- | ------ | ------- | ------- | ------- | ------ | ------ | ------- | ------ | ------- | ------- | ------- | ------- | ------- | ------- | ------- | ------- | ------- | ------- | ------- | ------ | -- | -- | ------ | ------ |
| 2011 | Scuderia Toro Rosso          | Toro Rosso STR6 | Ferrari 056 2.4 V8              | AUS AT  | MAL AT  | CHN AT | TUR AT  | ESP AT  | MON AT  | CAN AT | EUR AT |         |        |         |         |         |         |         |         |         |         |         |         |         |        |    |    | 27.º   | 0      |
| 2011 | HRT F1 Team                  | Hispania F111   | Cosworth CA2011 2.4 V8          |         |         |        |         |         |         |        |        | GBR 19  | ALE 19 | HUN 18  | BEL Ret | ITA NC  | SIN 19  | JAP 22  | COR 19  | IND 18  | ABU Ret | BRA 20  |         |         |        |    |    | 27.º   | 0      |
| 2012 | Scuderia Toro Rosso          | Toro Rosso STR7 | Ferrari 056 2.4 V8              | AUS 9   | MAL 12  | CHN 17 | BAR 15  | ESP 13  | MON Ret | CAN 14 | EUR 11 | GBR 13  | ALE 13 | HUN 15  | BEL 9   | ITA 12  | SIN 9   | JAP 10  | COR 9   | IND 13  | ABU 10  | EUA 12  | BRA 13  |         |        |    |    | 18.º   | 10     |
| 2013 | Scuderia Toro Rosso          | Toro Rosso STR8 | Ferrari 056 2.4 V8              | AUS Ret | MAL 18† | CHN 7  | BAR 16  | ESP 10  | MON Ret | CAN 15 | GBR 8  | ALE 12  | HUN 13 | BEL 10  | ITA 7   | SIN Ret | COR 19  | JAP 13  | IND 10  | ABU 16  | EUA 11  | BRA 10  |         |         |        |    |    | 14.º   | 20     |
| 2014 | Infiniti Red Bull Racing     | Red Bull RB10   | Renault Energy F1-2014 1.6 V6 t | AUS DSQ | MAL Ret | BAR 4  | CHN 4   | ESP 3   | MON 3   | CAN 1  | AUT 8  | GBR 3   | ALE 6  | HUN 1   | BEL 1   | ITA 5   | SIN 3   | JAP 4   | RUS 7   | EUA 3   | BRA Ret | ABU 4   |         |         |        |    |    | 3.º    | 238    |
| 2015 | Infiniti Red Bull Racing     | Red Bull RB11   | Renault Energy F1-2015 1.6 V6 t | AUS 6   | MAL 10  | CHN 9  | BAR 6   | ESP 7   | MON 5   | CAN 13 | AUT 10 | GBR Ret | HUN 3  | BEL Ret | ITA 8   | SIN 2   | JAP 15  | RUS Ret | EUA 10  | MEX 5   | BRA 11  | ABU 6   |         |         |        |    |    | 8.º    | 92     |
| 2016 | Red Bull Racing              | Red Bull RB12   | TAG Heuer 1.6 V6 t              | AUS 4   | BAR 4   | CHN 4  | RUS 11  | ESP 4   | MON 2   | CAN 7  | EUR 7  | AUT 5   | GBR 4  | HUN 3   | ALE 2   | BEL 2   | ITA 5   | SIN 2   | MAL 1   | JAP 6   | EUA 3   | MEX 3   | BRA 8   | ABU 5   |        |    |    | 3.º    | 256    |
| 2017 | Red Bull Racing              | Red Bull RB13   | TAG Heuer 1.6 V6 t              | AUS Ret | CHN 4   | BAR 5  | RUS Ret | ESP 3   | MON 3   | CAN 3  | AZE 1  | AUT 3   | GBR 5  | HUN Ret | BEL 3   | ITA 4   | SIN 2   | MAL 3   | JAP 3   | EUA Ret | MEX Ret | BRA 6   | ABU Ret |         |        |    |    | 5.º    | 200    |
| 2018 | Aston Martin Red Bull Racing | Red Bull RB14   | TAG Heuer 1.6 V6 t              | AUS 4   | BAR Ret | CHN 1  | AZE Ret | ESP 5   | MON 1   | CAN 4  | FRA 4  | AUT Ret | GBR 5  | ALE Ret | HUN 4   | BEL Ret | ITA Ret | SIN 6   | RUS 6   | JAP 4   | EUA Ret | MEX Ret | BRA 4   | ABU 4   |        |    |    | 6.º    | 170    |
| 2019 | Renault F1 Team              | Renault R.S.19  | Renault E-Tech 19 1.6 V6 t      | AUS Ret | BAR 18† | CHN 7  | AZE Ret | ESP 12  | MON 9   | CAN 6  | FRA 11 | AUT 12  | GBR 7  | ALE Ret | HUN 14  | BEL 14  | ITA 4   | SIN 14  | RUS Ret | JAP DSQ | MEX 8   | EUA 6   | BRA 6   | ABU 11  |        |    |    | 9.°    | 54     |
| 2020 | Renault DP World F1 Team     | Renault R.S.20  | Renault E-Tech 20 1.6 V6 t      | AUT Ret | EST 8   | HUN 8  | GBR 4   | 70 14   | ESP 11  | BEL 4  | ITA 6  | TOS 4   | RUS 5  | EIF 3   | POR 9   | EMI 3   | TUR 10  | BAR 7   | SKR 5   | ABU 7   |         |         |         |         |        |    |    | 5.º    | 119    |
| 2021 | McLaren F1 Team              | McLaren MCL35M  | Mercedes M12 E Performance V6 t | BAR 7   | EMI 6   | POR 9  | ESP 6   | MON 12  | AZE 9   | FRA 6  | EST 13 | AUT 7   | GBR 5  | HUN 11  | BEL 4   | PBS 11  | ITA 1³  | RUS 4   | TUR 13  | EUA 5   | CMX 12  | SAO Ret | CAT 12  | ARA 5   | ABU 12 |    |    | 8.º    | 115    |
| 2022 | McLaren F1 Team              | McLaren MCL36   | Mercedes M13 E Performance V6 t | BAR 14  | ARA Ret | AUS 6  | EMI 186 | MIA 13  | ESP 12  | MON 13 | AZE 8  | CAN 11  | GBR 13 | AUT 9   | FRA 9   | HUN 15  | BEL 15  | PBS 17  | ITA Ret | SIN 5   | JAP 11  | EUA 16  | CMX 7   | SAO Ret | ABU 9  |    |    | 11.º   | 37     |
| 2023 | Scuderia AlphaTauri          | AlphaTauri AT04 | Honda RBPTH001 V6 t             | BHR NP  | SAU NP  | AUS NP | AZE NP  | MIA NP  | MON NP  | ESP NP | CAN NP | AUT NP  | GBR NP | HUN 13  | BEL 16  | NED Les | ITA NP  | SIN NP  | JPN NP  | QAT NP  | USA 15  | MXC 7   | SAP 13  | LAS 14  | ABU 11 |    |    | 17º*   | 6      |
| 2024 | Visa Cash App RB F1 Team     | VCARB 01        | Honda RBPTH002 V6 t             | BHR 13  | SAU 16  | AUS 12 | JPN Ret | CHN Ret | MIA 154 | EMI 13 | MON 12 | CAN 8   | ESP 15 | AUT 9   | GBR 13  | HUN 12  | BEL 10  | NED 13  | ITA 12  | AZE 13  | SIN 18  |         |         |         |        |    |    | 13º*   | 12     |

Notas
* Temporada ainda em andamento.
† – O piloto não terminou a prova, mas foi classificado por ter completado 90% da corrida.